# Євангелія Платаніоті
Євангелія Платаніоті (9 серпня 1994) — грецька синхронна плавчиня.
Учасниця Олімпійських Ігор 2012, 2016, 2020 років.
Призерка Чемпіонату Європи з водних видів спорту 2020 року.